# Вьюновые
Вьюно́вые (лат. Cobitidae) — семейство лучепёрых рыб из отряда карпообразных (Cypriniformes). Обитают в пресных водоёмах Евразии и в Северной Африке на территории Марокко. Насчитывают 177 видов, объединяемых в 26 родов и два подсемейства — Cobitinae и Botinae.

## Строение
Тело удлиненное, сжатое с боков или веретенообразное, покрыто мелкой, иногда скрытой в коже чешуей или голое. Рот нижний, маленький, без зубов. Усиков вокруг рта 6—12. Глоточные зубы однорядные. Есть веберов аппарат. Глаза маленькие. Плавательный пузырь частично (передняя часть) или полностью заключен в костяную капсулу. Спинной и анальный плавники очень короткие. Ноздри вытянуты в небольшие трубочки. Личинки дышат с помощью наружных жабр.

## Образ жизни
Представители этого семейства — мелкие пресноводные рыбы, освоившие различные типа водоемов: от горных рек до равнинных болот. Благодаря развитому кожному и кишечному дыханию, способны существовать в бедной кислородом среде. Почти все вьюновые — бентофаги и перифитофаги, питающиеся в сумерках и ночью, а светлое время суток зарывающиеся в грунт.

## Классификация
- Botiinae
  - Botia Gray, 1831 — боции
  - Chromobotia Kottelat, 2004
  - Leptobotia Bleeker, 1870 — лептобоции
  - Parabotia Dabry de Thiersant, 1872
  - Sinibotia Fang, 1936
  - Syncrossus Blyth, 1860
  - Yasuhikotakia Nalbant, 2002
- Cobitinae
  - Acanthopsoides Fowler, 1934
  - Acantopsis van Hasselt, 1823 — акантопсы
  - Cobitis Linnaeus, 1758 — щиповки
  - Enobarbichthys Whitley, 1931
  - Iksookimia Nalbant, 1993
  - Kichulchoia Kim, Park et Nalbant, 1999
  - Koreocobitis Kim, Park et Nalbant, 1997
  - Kottelatlimia Nalbant, 1994
  - Lepidocephalichthys Bleeker, 1863
  - Lepidocephalus Bleeker, 1859 — лепидоцефалы
  - Misgurnus Lacepède, 1803 — вьюны
  - Neoeucirrhichthys Banarescu et Nalbant, 1968
  - Niwaella Nalbant, 1963 — нивеллы
  - Pangio Blyth, 1860
  - Paralepidocephalus Tchang, 1935 — паралепидоцефалы
  - Paramisgurnus Dabry de Thiersant, 1872
  - Protocobitis Yang et Chen, 1993
  - Sabanejewia Vladykov, 1929
  - Serpenticobitis Roberts, 1997
  - Somileptus Swainson, 1839